# Gorgone guttiluna
Gorgone guttiluna là một loài bướm đêm trong họ Noctuidae.